# Tutto West
Tutto West è stata una serie a fumetti antologica di genere western pubblicata in Italia dal 1987 al 1991 dalla Sergio Bonelli Editore.
La serie nacque per ripresentare alcune celebri serie degli anni cinquanta e sessanta della casa editrice quando si chiamava ancora Edizioni Audace. La serie permise la ristampa di molte storie di Giovanni Luigi Bonelli come Hondo, Il Cavaliere del Texas, El Kid, Kociss, oltre ad altre di altri autori come Guido Nolitta del quale venne edita nella serie anche l'unica storia inedita, River Bill.

## Albi
| Nr. | Titolo                       | Pubblicato il  | Protagonista            | Autori                                                        |
| --- | ---------------------------- | -------------- | ----------------------- | ------------------------------------------------------------- |
| 1   | Il cavaliere del Texas       | giugno 1987    | Rio Kid                 | G.L. Bonelli e Roy D'Amy                                      |
| 2   | Il rinnegato                 | luglio 1987    | El Kid                  | G.L. Bonelli e Dino Battaglia                                 |
| 3   | Gunman                       | agosto 1987    | El Kid                  | G.L. Bonelli e Dino Battaglia                                 |
| 4   | Il totem della morte         | settembre 1987 | Kociss                  | G.L. Bonelli ed Emilio Uberti                                 |
| 5   | La valle del dio verde       | ottobre 1987   | Kociss                  | G.L. Bonelli ed Emilio Uberti                                 |
| 6   | Il segreto della città d’oro | novembre 1987  | Kociss                  | G.L. Bonelli ed Emilio Uberti                                 |
| 7   | Il bisonte nero              | dicembre 1987  | Kociss                  | G.L. Bonelli ed Emilio Uberti                                 |
| 8   | La regina degli squali       | gennaio 1988   | Kociss                  | G.L. Bonelli ed Emilio Uberti                                 |
| 9   | Il feticcio mortale          | febbraio 1988  | Hondo                   | G.L. Bonelli e Franco Bignotti                                |
| 10  | Giustizia Apache             | marzo 1988     | Hondo                   | G.L. Bonelli e Franco Bignotti                                |
| 11  | La pattuglia assediata       | aprile 1988    | Hondo                   | G.L. Bonelli e Franco Bignotti                                |
| 12  | Ore drammatiche              | maggio 1988    | Hondo                   | G.L. Bonelli e Franco Bignotti                                |
| 13  | Una stella per Hondo         | giugno 1988    | Hondo                   | G.L. Bonelli e Franco Bignotti                                |
| 14  | Rio Bravo                    | luglio 1988    | Hondo                   | G.L. Bonelli e Franco Bignotti                                |
| 15  | La collina della morte       | agosto 1988    | Hondo                   | G.L. Bonelli e Franco Bignotti                                |
| 16  | El Paso                      | settembre 1988 | Hondo                   | G.L. Bonelli e Franco Bignotti                                |
| 17  | Avventura nel Montana        | ottobre 1988   | Hondo                   | G.L. Bonelli e Franco Bignotti                                |
| 18  | Duello indiano               | novembre 1988  | Hondo                   | G.L. Bonelli e Franco Bignotti                                |
| 19  | La città dannata             | dicembre 1988  | Hondo                   | G.L. Bonelli e Franco Bignotti                                |
| 20  | La pista dei Comanche        | gennaio 1989   | Hondo                   | G.L. Bonelli e Franco Bignotti                                |
| 21  | Furia Apache                 | febbraio 1989  | Il Giudice Bean         | Guido Nolitta e Sergio Tarquinio                              |
| 22  | L’ombra del passato          | marzo 1989     | Il Giudice Bean         | Guido Nolitta e Sergio Tarquinio                              |
| 23  | I mercanti d’armi            | aprile 1989    | Il Giudice Bean         | Guido Nolitta e Sergio Tarquinio                              |
| 24  | Aquila nera                  | maggio 1989    | Il Giudice Bean         | Guido Nolitta e Sergio Tarquinio                              |
| 25  | Arizona                      | giugno 1989    | Il Giudice Bean         | Guido Nolitta e Sergio Tarquinio                              |
| 26  | Davy Crockett                | luglio 1989    | Davy Crockett           | G. L. Bonelli e Renzo Calegari                                |
| 27  | Attacco notturno             | agosto 1989    | Davy Crockett           | G. L. Bonelli e Renzo Calegari                                |
| 28  | Yuma Kid                     | settembre 1989 | Yuma Kid                | G. L. Bonelli e Mario Uggeri                                  |
| 29  | Gordon Jim                   | ottobre 1989   | Gordon Jim              | Roy D’Amy                                                     |
| 30  | Tamburi di guerra            | novembre 1989  | Gordon Jim              | Roy D’Amy                                                     |
| 31  | I tre Bill                   | dicembre 1989  | I tre Bill              | G. L. Bonelli e Giovanni Benvenuti/Roy D’Amy                  |
| 32  | La pista rossa               | gennaio 1990   | I tre Bill              | G. L. Bonelli e Giovanni Benvenuti/Roy D’Amy                  |
| 33  | Corsa tragica                | febbraio 1990  | I tre Bill              | G. L. Bonelli e Giovanni Benvenuti/Roy D’Amy                  |
| 34  | La pattuglia dei bufali      | marzo 1990     | La pattuglia dei bufali | Roy D'Amy                                                     |
| 35  | La valle nelle nebbie        | aprile 1990    | La pattuglia dei bufali | Roy D'Amy                                                     |
| 36  | Un caso misterioso           | maggio 1990    | La pattuglia dei bufali | Roy D'Amy                                                     |
| 37  | River Bill                   | giugno 1990    | River Bill              | Guido Nolitta/Mauro Boselli e Francesco Gamba/Lina Buffolente |
| 38  | La legione dei disperati     | luglio 1990    | River Bill              | Guido Nolitta/Mauro Boselli e Francesco Gamba/Lina Buffolente |
| 39  | La casa nella palude         | agosto 1990    | River Bill              | Guido Nolitta/Mauro Boselli e Francesco Gamba/Lina Buffolente |
| 40  | La giungla della paura       | settembre 1990 | River Bill              | Guido Nolitta/Mauro Boselli e Francesco Gamba/Lina Buffolente |
| 41  | Il signore delle Tenebre     | ottobre 1990   | River Bill              | Guido Nolitta/Mauro Boselli e Francesco Gamba/Lina Buffolente |
| 42  | Il grande fiume              | novembre 1990  | River Bill              | Guido Nolitta/Mauro Boselli e Francesco Gamba/Lina Buffolente |
| 43  | La banda dello sfregiato     | dicembre 1990  | River Bill              | Guido Nolitta/Mauro Boselli e Francesco Gamba/Lina Buffolente |
| 44  | I pirati del Missouri        | gennaio 1991   | River Bill              | Guido Nolitta/Mauro Boselli e Francesco Gamba/Lina Buffolente |
| 45  | Territorio Sioux             | febbraio 1991  | River Bill              | Guido Nolitta/Mauro Boselli e Francesco Gamba/Lina Buffolente |